# Абд ал-Мумин
Абд ал-Мумин (арап. علي بن يوسف; Недрома, око 1100 — Сале, 1163) био је оснивач Алмохадског калифата. У почетку је био алморавидски великодостојник, касније вођа побуне против њих, да би се 1133. године прогласио за калифа. Под његовим вођством Алмохади су уништили државу Алморавида и завладали већином територије Магреба и Ал Андалуза, поставши озбиљан политички фактор. Основао је град Рабат.

## Биографија
Абд ал-Мумин је био берберског порекла. Родио се око 1100. године у Недроми у близини Тлемсена у западном делу данашњег Алжира. У почетку је био алморавидски великодостојник, да би се касније придружио фанатичном верском вођи Ибн Тумарту и његовом племену Масмуда у побуни на Атласу. Побуњеници су у почетку били поражени. Ибн Тумарт је умро 1128. године, али је Абд ал-Мумин крио његову смрт пуне две године, док 1130. године није себи обезбедио вођство над побуном. Побуњеници су под њим били успешни у борби против Алморавида. Године 1133. Абд ал-Мумин се чак прогласио калифом, оснивајући Алмохадски калифат. Тим чином је, за разлику од Алморавида, одбацио макар и формалну власт абасидских калифа у Багдаду. У наредним годинама уследила је велика експанзија младог калифата на рачин државе Алморавида.
Алморавидски емир Ташфин ибн Али погинуо је 1145. године у бици са Мимуном код Орана. Две године касније, Алмохади су ушли у Маракеш и убили последњег емира Исхака, чиме је Алморавидско царство престало да постоји. Поједини њихови поседи одржали су се само на Балеарима и у Тунису. Слабљењем алморавидске власти у Ал Андалузу су се поново образовале таифе. Суочене са нападима Алфонса VII, краља Леона и Кастиље, са којим нису могле саме да се изборе, оне су се обратиле за помоћ Алмохадима. Још пре него што је срушио Алморавидско царство, Мимун је интервенисао у Ал Андалузу. Године 1143. он је освојио таифу Аркос, 1145. године Херез, а затим и Гранаду.
Мимун је потрошио неколико наредних година да консолидује своју власт у Мароку. Користећи ситуацију Алфонсо VII је продро дубоко у муслиманску територију и освојио Кордобу још 1146. године, а 1147. године, уз помоћ ђеновљанске флоте, и луку Алмерију. Кордоба је већ 1148. године признала Мимунову власт. Године 1150. уследио је велики напад Алмохада на таифе, при чему је већина њих освојена. Бадахоз, Бежа, Евора, Кармона, Константина, Орначуелос, Ниебла, Пурчена, Тавира и Техада дошле су под власт Алмохадског калифата. Таифа Валенсија била је довољно моћна да се одупре нападу Муминових трупа. Уплашене овим освајањима, Кастиља и Арагон склопиле су савез 1151. године, којим су поделиле интересне сфере на Пиринејском полуострву.
Мумин је наставио освајања таифа и у наредном периоду. Године 1153. освојио је Малагу, а 1155. године Силвес, учврстивши своју власт у Ал Андалузу. Две године касније, његова војска је дошла у први директан сукоб са хришћанима и преотела им Алмерију. Овим чином анулирани су успеси Алфонса VII и Реконкиста је поново на неко време била заустављена. Међутим, главна калифова пажња сада је била посвећена ширењу власти над северном Африком, где је већ био завладао централним Магребом, а до 1159. године и Ифрикијом, где су покорени и последњи поседи Алморавида.
Абд ал-Мумин је умро 1163. године у Салеу. Сахрањен је на Тинмелу, поред свог учитеља Ибн Тумарта. На престолу га је наследио син Абу Јакуб Јусуф. Калифат који је створио се у тренутку његове смрти протезао северном Африком све до Египта и делом Ал Андалуза.
За време Мимунове владавине у Алмохадском калифату цветају уметност и култура. По калифовој наредби направљена је џамија Кутубија у Маракешу. У Калифату су деловали многи велики исламски и јеврејски филозофи, од којих су најзначајнији Ибн Рушд и Мојсије Мајмонид. Међутим, фанатични Абд ал-Мумин протеривао је Јевреје и хришћане са освојених територија Ал Андалуза, при чему су многи нашли уточиште у Кастиљи, Арагону и Португалији.